# FERN
Pour les articles homonymes, voir Fern.
FERN est une organisation non gouvernementale créée en 1995 pour suivre l’implication de l’Union européenne dans les forêts et coordonner les activités des ONG à l’échelon européen. 

## Description
À travers son travail, FERN espère accroître les opportunités politiques et économiques pour les gens, créer une société plus équilibrée dans laquelle les droits de l’homme sont entièrement respectés, et les valeurs sociales et environnementales pleinement intégrées.
Bien qu’elle soit essentiellement connue pour son travail pour les forêts[réf. souhaitée], depuis 2000 FERN a élargi la portée de son travail en y incluant l’aide générale, les problématiques liées au climat et au commerce, étant donné que de nombreuses décisions prises dans ces différents domaines ont un impact direct ou indirect sur les forêts et les droits des populations forestières. Les campagnes de FERN s’articulent autour des questions suivantes : changements climatiques, aide au développement, gouvernance forestière, commerce et investissement. Dans chacun de ces domaines, FERN travaille en étroite collaboration avec un grand nombre de groupes de défense de l'environnement et de mouvements sociaux basés sur tous les continents.
Le nom FERN a été choisi car il signifie fougère en anglais et que les fougères sont l'une des rares espèces qui poussent dans toutes les forêts. L'organisation n'a pas de directeur et s'efforce de prendre les décisions par consensus, une manière de travailler qui permet d'ouvrir un espace de dialogue plutôt que de l'occuper, sur les questions qui affectent les forêts et l'environnement. Elle a ouvert des bureaux à Bruxelles en Belgique et à Moreton-in-March au Royaume-Uni et a son siège social situé à Leyde aux Pays-Bas.

## Historique
FERN trouve son origine dans le World Rainforest Movement (Mouvement mondial pour les forêts tropicales) de 1989 à Penang. Les participants des pays du Sud ont décidé qu'ils avaient besoin d'une collaboration plus étroite avec un réseau d'organisations européennes semblables pour poursuivre leurs objectifs. Une coalition européenne d'ONG répondit à leur demande et adopta le nom de European Rainforest Movement, qui fut changé en Forest Movement Europe (en) en 1994 après que la coalition se fut mise en lien avec le Taiga Rescue Network (en), mouvement créé en 1992. À la suite de cela, ils étendirent leur domaine d'activité à toutes les forêts, la Russie comprise.
Comme la plupart des ONG du Forest Movement Europe travaillaient à un niveau national, et que de plus en plus de décisions relatives à l'aide et au commerce pour les forêts étaient prises à un niveau européen, beaucoup estimaient qu'il devenait nécessaire d'exercer une plus grande influence sur les institutions européennes. En conséquence, Saskia Ozinga (en) (qui travaillait auparavant avec The Friends of the Earth) et Sian Pettman (précédemment à la Commission européenne) ont créé l'organisation FERN, avec l'intention de surveiller les activités de l'UE concernant les forêts, éduquer et informer le Forest Europe Movement sur ces activités, et de faciliter le travail des plaidoyers face aux différentes institutions européennes.
Démarrée avec deux personnes travaillant à temps partiel, FERN a évolué en une organisation employant sept temps pleins et un temps partiel, et sa portée de travail s'étend maintenant au-delà des forêts, s'occupant désormais de problématiques telles que le commerce et l'investissement (en particulier les agences de crédit à l'exportation et la démocratisation de la gouvernance des investissements), le changement climatique (notamment la plantation d'arbres comme puits de carbone, et le marché carbone), l'aide au développement (la participation des pays partenaires du Sud à la mise en œuvre des projets et de la politique de la CE). Les problématiques sous-jacentes telles que le manque de transparence, la participation insuffisante des groupes de la société civile dans la prise de décisions au niveau européen et la corruption font partie intégrante de toutes les campagnes.
La manière de travailler de FERN reflète toujours son origine, comme dans ses activités elle cherche à créer des coalitions ad-hoc ou permanentes d'ONG, Nord-Sud, Nord-Nord ou Sud-Sud, de façon à développer conjointement les campagnes et autres activités ciblées en majorité sur les institutions européennes. La facilitation d'un plus large mouvement et le support des partenaires dans le Sud restent les activités de base de FERN.

## Domaines d'activité
L'organisation s'occupe activement des domaines ayant un impact direct ou indirect sur la question des forêts et des droits des peuples forestiers. Pour réaliser ses objectifs, elle suit les méthodes de nombreuses organisations environnementales comme le lobbying politique, l'assistance aux réunions. Pour ajouter à ces activités, elle soutient à la fois des ONG du Nord et du Sud en les aidant à faire entendre leur voix auprès des institutions européennes et si nécessaire en les aidant dans la recherche de financement.
Dans son activité de plaidoyer, elle cherche à lier les différents mouvements et organisations et à créer des réseaux efficaces pour mener des campagnes sur des questions estimées importantes. Parmi ces activités, elle stimule les flux d'information et les discussions et développe des stratégies communes dans des domaines d'importance critique en termes environnementaux et sociaux, axées dans la plupart des cas mais pas exclusivement, sur les institutions européennes. Une partie du travail de coordination réside dans l'organisation des réunions des ONG sur différentes problématiques, comme le meeting annuel du Forest Movement Europe.
Chaque mois, FERN publie un bulletin d'information concis et actualisé, intitulé EU Forest Watch. Sont également publiés des notes d'informations sur des sujets pointus (agences de crédit à l'exportation, exploitation forestière illégale, certification des produits forestiers, déforestation évitée et aide CE) et des rapports approfondis, résultants de leur recherche.

## Campagnes
FERN mène actuellement [Quand ?]six différentes campagnes : 
- l'exploitation forestière illégale,
- les certifications forestières,
- les changements climatiques,
- les agences de crédit à l'exportation,
- les forêts européennes,
- la biodiversité et l'aide au développement.

Dans toutes ces campagnes, FERN travaille en étroite collaboration avec des ONG aussi bien environnementales que sociales, en Europe et dans le Sud. Son travail concernant les forêts européennes et la biodiversité, s'assure que les politiques de l'UE liées aux forêts sont mises en œuvre pour la restauration et la protection des forêts en question, et que les politiques internationales des gouvernements contribueront à arrêter la crise forestière, en inversant la tendance toujours grandissante de la disparition des forêts et de la biodiversité.
En addition à ce travail pour les forêts européennes, ses autres campagnes s'attaquent aux causes sous-jacentes de déforestation à l'extérieur de l'Europe. Après des années de campagne, les profils environnementaux des pays de la CE (rapports d'analyse de la situation environnementale du pays) doivent désormais accompagner tous les programmes d'aide de la CE afin de garantir que les considérations écologiques et les droits des communautés locales et des peuples autochtones soient pris en compte. FERN et ses partenaires concentrent maintenant leurs activités sur le suivi de la mise en œuvre de ces politiques.
La campagne sur les lois forestières et la gouvernance travaille afin de permettre la mise en œuvre d'un plan d’action sur l’application de la législation forestière, la gouvernance et les échanges commerciaux (FLEGT) dans le but d'améliorer la gouvernance forestière, de renforcer les droits de peuples forestiers et de rendre l’industrie du bois transparente et responsable. Dans sa campagne sur les changements climatiques, FERN, en collaboration avec d'autres ONG, soutient que la politique en matière de climat ne doit pas se cantonner au marché du carbone, mais chercher à mettre fin à la dépendance vis-à-vis des combustibles fossiles. Elle soutient également les organisations qui dénoncent l’impact des projets de compensation des émissions sur les communautés locales (initiative SinksWatch).
FERN coordonne également le réseau européen ECA (Export Credit Agencies) Watch qui rassemble une coalition d’organisations européennes qui font campagne pour contraindre les agences de crédit à l’exportation basées en Europe à appliquer de strictes normes environnementales et sociales.

## Réussites
L'une des plus grandes réussites[réf. nécessaire] du travail de FERN est le rejet du concept scientifiquement invalide disant que la plantation d'arbres peut inverser le processus du changement climatique (puits de carbone), introduit par le Parlement européen ; rejet mettant en évidence l'influence excessive et injuste des grandes compagnies sur les lois sociales et environnementales lors de l'exécution de larges projets dans les pays accueillants (par exemple, le pipeline Tchad-Cameroun). Cela a amélioré l'intégration des problèmes environnementaux et l'exigence de la reconnaissance des droits des populations forestières dans la politique et les programmes d'aide de la CE, et amené la création d'un réseau d'ONG basées dans les pays du Sud, destiné à augmenter l'efficacité de cette aide. 
Autre conséquence positive de cette réussite, c'est la présentation par la CE d'un plan d'action européen visant à combattre l'exploitation forestière illégale, suivi par une législation contre l'importation tout aussi illégale de bois.
Bien que ces succès se situent avant tout sur le plan politique, ils ont un réel impact sur la vie des populations locales. D'autres succès de FERN ont déjà réduit des menaces et apporté des améliorations significatives. Par exemple, le travail de FERN montrant les lacunes des puits de carbone et la correspondance directe avec le conseil d'administration du CDM (Clean Development Mechanism) a mené ce dernier au rejet de tous les projets de plantation en rapport avec ces puits, qui auraient eu de sérieux impacts négatifs sur les populations. De plus, le Plan d'Action de l'UE contre l'exploitation forestière illégale n'aurait jamais vu le jour sans FERN. S'il est appliqué correctement, ce plan devrait être un point d'ancrage solide pour l'acceptation au niveau légal des droits coutumiers dans des pays comme l'Indonésie, la Malaisie, le Ghana et le Cameroun : le manque de reconnaissance de ces droits est sans doute le plus grand obstacle à la lutte contre la pauvreté, à la justice et même la démocratie.
De plus, la campagne de réforme des ECA de FERN a mené ces dernières à arrêter le financement, voire à simplement annuler plusieurs projets qui auraient eu des conséquences graves pour les populations locales, comme le cas du barrage d'Ilisu en Turquie qui aurait forcé le déplacement d'environ 80 000 personnes. C'est un succès remarquable en dépit des récentes tentatives de relance de ces projets.

## Financement
Les revenus de FERN sont de  2 561 225 euros en 2018. FERN reçoit de l'argent de la part de fondations privées et de différents gouvernements. Afin de garantir son indépendance et son impartialité, elle s'est engagée à ne pas prendre part directement à la sélection, le prix et l'administration d'un contrat quand il y a un risque réel ou juste apparent de conflit d'intérêts.
Ses donateurs en 2006 étaient[Passage à actualiser]: 
- C.S. Mott Foundation
- Département du Développement international
- DG Environment of the European Commission
- Dutch Ministry of Agriculture, Nature and Food Quality
- Dutch Ministry of Development Co-operation
- Dutch Ministry of Environment
- Dutch Ministry of Housing
- Spatial Planning and the Environment
- Grassroots Foundation
- ICCO Interchurch Organisation for Development Cooperation
- Natural  Resources International Limited
- Netherlands Committee for UICN
- Oxfam-Novib
- Sigrid Rausing Trust
- Swedish Society for Nature Conservation
- Wallace Global Fund